# Suchy Groń (Beskid Sądecki)
Suchy Groń (859 m, 835 m) – mało wybitny szczyt w Paśmie Radziejowej w Beskidzie Sądeckim. Znajduje się w zachodnim końcu tego pasma, pomiędzy Koziarzem (943 m) a Wojakówką (834 m). W północno-zachodnim kierunku z Suchego Gronia do Dunajca opada grzbiet z kulminacjami Koziar i Sobel, oddzielający dolinkę potoku Klępowski od dolinki bezimiennego potoku – obydwa są dopływami Dunajca. Stok wschodni opada do Brzynki. Obydwa porasta mieszany las z przewagą buka, jedynie na grzbiecie Wojakówki znajdując się dwie polany, obecnie zarastające już lasem. Północno-zachodni grzbiet Suchego Gronia znajduje się na obszarze Popradzkiego Parku Krajobrazowego, którego granica przebiega w tym miejscu przez grzbiet, wschodni stok znajduje się poza obszarem tego parku i dużą jego część zajmuje polana należąca do miejscowości Brzyna. Użytkowana jest tylko dolna jej część, górna stopniowo zarasta lasem. Z rzadkich roślin na polanie tej występuje koniczyna pannońska, w Polsce występująca tylko na kilku stanowiskach w Beskidzie Sądecki.
Przez szczyt Suchego Gronia biegnie granica między wsiami Tylmanowa (gmina Ochotnica Dolna) i Brzyna (gmina Łącko) w województwie małopolskim, w powiecie nowosądeckim. Ze szlaku turystycznego poprowadzonego przez duże otwarte przestrzenie po wschodniej stronie Suchego Gronia rozciąga się szeroka panorama widokowa.

## Szlak turystyki pieszej
żółty: Łącko – przeprawa promowa przez Dunajec – Cebulówka – Okrąglica Północna – Suchy Groń – Jaworzynka – przełęcz Złotne – Dzwonkówka – Szczawnica.